# Emirates Palace
L'Emirates Palace (en arabe : قصر الإمارات) est un hôtel de luxe situé à Abou Dhabi, aux Émirats arabes unis. Le palace porte officiellement cinq étoiles mais s'est autoproclamé sept étoiles. Il est exploité par Mandarin Oriental depuis le 1er janvier 2020. Le projet hôtelier a été lancé en décembre 2001 et a été initialement exploité par Kempinski depuis son ouverture en novembre 2005 jusqu'au 1er janvier 2020.
En raison du changement de direction, le Palace sera rénové sur une période de deux ans, après quoi il sera rebaptisé en tant que propriété de Mandarin Oriental.

## Construction
Le bâtiment est conçu par l'architecte britannique John Elliott (WATG architects) en collaboration avec Reza Rahmanian (HDC Architects). La conception de l'hôtel est un mélange d'éléments architecturaux islamiques tels que l'équilibre, la géométrie, la proportion, le rythme et l'accent mis sur la hiérarchie, ainsi que des méthodes modernes de conception et de construction. Le dôme central présente des motifs géométriques élaborés et 114 dômes plus petits sont répartis sur l'ensemble du bâtiment. La couleur du bâtiment est inspirée par différentes nuances de sable existant dans le désert d'Arabie.
La construction, réalisée par la société belge BESIX, débute en décembre 2001. Les travaux d'aménagement intérieur ont été effectués par Depa Interiors, d'Abu Dhabi et l'hôtel ouvre ses portes en février 2005. Les coûts de construction sont d'environ trois milliards d'USD (11,02 milliards AED), ce qui en fait le troisième hôtel le plus cher jamais construit, dépassé par le Cosmopolitan of Las Vegas à Las Vegas (3,9 milliards d'USD) et le Marina Bay Sands à Singapour (5,5 milliards d'USD).

## Chambres et installations
L'Emirates Palace se compose de 394 chambres résidentielles, dont 92 suites et 22 suites résidentielles. Les résidences sont réparties sur deux ailes ainsi qu'un bâtiment central principal. La majorité des suites sont meublées d'or et de marbre. Le bâtiment principal principal abrite un vaste dallage en marbre surmonté d'un grand dôme à motifs, rehaussé d'or. L'étage penthouse compte six suites de souverains réservées exclusivement aux dignitaires, tels que la royauté.
Les installations comprennent deux installations de spa, plus de 40 salles de réunion, un 1.3 km de plage, une marina, deux pistes d'atterrissage pour hélicoptères, une salle de bal pouvant accueillir jusqu'à 2 500 personnes, diverses boutiques de luxe et restaurants internationaux.

## Événements (sélection)
Christina Aguilera s'est produite sur place lors de sa tournée Back To Basics le 24 octobre 2008. Le spectacle a attiré une audience de 20 000 personnes, attirant une grande attention médiatique sur l'hôtel. L'hôtel apparaît également dans le film Fast and Furious 7, sorti en 2015. Des plans de l'hôtel ont également été utilisés dans le film de 2007 Le Royaume (The Kingdom). Justin Timberlake y a donné un concert le 6 décembre 2007 lors de sa tournée. L'Emirates Palace apparaît également dans le film 6 Underground (2019) avec d'autres sites emblématiques de la ville.
Le 30 janvier 2011, l'équipe anglaise de rugby à XV London Wasps a disputé son troisième match de la LV Cup 2010-11 contre ses rivaux londoniens d'Harlequins dans un stade construit à cet effet dans l'enceinte du palace. C'est le premier match national anglais à avoir lieu à l'étranger.